# Jorge Lorenzo
Jorge Lorenzo Guerrero (Palma de Mallorca, 4 de maio de 1987) é um ex-motociclista profissional espanhol, campeão do MotoGP em 2010, 2012 e 2015. Sua primeira equipe na MotoGP foi a  Movistar Yamaha Team, sendo companheiro de equipe de Valentino Rossi. Entre 2017 e 2018 correu pela Ducati Team sendo companheiro de equipe de Andrea Dovizioso. Em 2019, foi piloto da Repsol Honda Team sendo companheiro de equipe de Marc Marquéz.

## Carreira
Em 16 de outubro de 2011, sofreu uma queda durante o warmup para o GP da Austrália e teve um de seus dedos da mão esquerda gravemente ferido.